# Hôtel de Foncuberte
Pour les articles homonymes, voir Arnette (homonymie).
 (novembre 2018).
L'hôtel de Foncuberte, aussi appelé hôtel Arnette, ou hôtel de La Charlonny est un hôtel particulier situé au 1A rue Frédéric Mistral, à Aix-en-Provence dans le département français des Bouches-du-Rhône et la région Provence-Alpes-Côte d'Azur.

## Historique
Le bâtiment fut construit vers le milieu du XVIIe siècle, lors de la création du Quartier Mazarin.
Après avoir été remanié au XVIIIe siècle, il est aujourd'hui complètement transformé pour servir en copropriété. 